# Луговое (Новосанжарский район)
Луговое (укр. Лугове, до 2016 г. — Лениново) — село, Сухомаячковский сельский совет, Новосанжарский район, Полтавская область, Украина.
Код КОАТУУ — 5323487204. Население по переписи 2001 года составляло 181 человек.

## Географическое положение
Село Луговое находится на левом берегу реки Маячка, выше по течению на расстоянии в 4 км расположено село Долгая Пустошь, ниже по течению на расстоянии в 1,5 км расположено село Рекуновка, на противоположном берегу — село Сухая Маячка.
Река в этом месте пересыхает, на реке небольшая запруда.